# Бівіль-сюр-Мер
Біві́ль-сюр-Мер (фр. Biville-sur-Mer) — колишній муніципалітет у Франції, у регіоні Нормандія, департамент Приморська Сена. Населення — 734 осіб (2011).
Муніципалітет був розташований на відстані близько 150 км на північний захід від Парижа, 65 км на північ від Руана.

## Історія
До 2015 року муніципалітет перебував у складі регіону Верхня Нормандія. Від 1 січня 2016 року належав до нового об'єднаного регіону Нормандія.
1 січня 2016 року Бівіль-сюр-Мер, Ассіньї, Окменій, Бельвіль-сюр-Мер, Берневаль-ле-Гран, Бракмон, Бренвіль, Дершиньї, Глікур, Гушопр, Грені, Гільмекур, Ентравіль, Панлі, Сен-Мартен-ан-Кампань, Сен-Кантен-о-Боск, Токвіль-сюр-Е i Турвіль-ла-Шапель було об'єднано в новий муніципалітет Петі-Ко.

## Демографія
Динаміка населення (INSEE ):
Розподіл населення за віком та статтю (2006):
| Стать | Всього | До 15 років | 15-24 | 25-44 | 45-64 | 65-85 | Понад 85 |
| --- | ------ | ----------- | ----- | ----- | ----- | ----- | -------- |
| Чоловіки | 306    | 63          | 20    | 109   | 94    | 20    | 0        |
| Жінки | 332    | 74          | 31    | 74    | 121   | 28    | 4        |
| \| Статево-вікова піраміда \| Статево-вікова піраміда \| Статево-вікова піраміда \| \| ----------------------- \| ----------------------- \| ----------------------- \| \| Чоловіки \| Вік \| Жінки \| \| 0 \| 85 + \| 4 \| \| 0 \| 80-84 \| 8 \| \| 4 \| 75-79 \| 4 \| \| 4 \| 70-74 \| 4 \| \| 12 \| 65-69 \| 12 \| \| 16 \| 60-64 \| 16 \| \| 27 \| 55-59 \| 27 \| \| 35 \| 50-54 \| 51 \| \| 16 \| 45-49 \| 27 \| \| 8 \| 40-44 \| 0 \| \| 31 \| 35-39 \| 4 \| \| 31 \| 30-34 \| 39 \| \| 39 \| 25-29 \| 31 \| \| 20 \| 20-24 \| 23 \| \| 0 \| 15-20 \| 8 \| \| 8 \| 10-14 \| 8 \| \| 12 \| 5-9 \| 27 \| \| 43 \| 0-4 \| 39 \| |        |             |       |       |       |       |          |
| Статево-вікова піраміда |        |             |       |       |       |       |          |
| Чоловіки | Вік    | Жінки       |       |       |       |       |          |
| 0 | 85 +   | 4           |       |       |       |       |          |
| 0 | 80-84  | 8           |       |       |       |       |          |
| 4 | 75-79  | 4           |       |       |       |       |          |
| 4 | 70-74  | 4           |       |       |       |       |          |
| 12 | 65-69  | 12          |       |       |       |       |          |
| 16 | 60-64  | 16          |       |       |       |       |          |
| 27 | 55-59  | 27          |       |       |       |       |          |
| 35 | 50-54  | 51          |       |       |       |       |          |
| 16 | 45-49  | 27          |       |       |       |       |          |
| 8 | 40-44  | 0           |       |       |       |       |          |
| 31 | 35-39  | 4           |       |       |       |       |          |
| 31 | 30-34  | 39          |       |       |       |       |          |
| 39 | 25-29  | 31          |       |       |       |       |          |
| 20 | 20-24  | 23          |       |       |       |       |          |
| 0 | 15-20  | 8           |       |       |       |       |          |
| 8 | 10-14  | 8           |       |       |       |       |          |
| 12 | 5-9    | 27          |       |       |       |       |          |
| 43 | 0-4    | 39          |       |       |       |       |          |

## Економіка
2010 року серед 467 осіб працездатного віку (15—64 років) 348 були активними, 119 — неактивними (показник активності 74,5%, у 1999 році було 69,9%). З 348 активних мешканців працювало 311 осіб (167 чоловіків та 144 жінки), безробітними було 37 (17 чоловіків та 20 жінок). Серед 119 неактивних 35 осіб було учнями чи студентами, 46 — пенсіонерами, 38 були неактивними з інших причин.

У 2010 році в муніципалітеті числилось 272 оподатковані домогосподарства, у яких проживали 742,0 особи, медіана доходів виносила 17 783 євро на одного особоспоживача